# C19H15NO4
分子式C19H15NO4（摩尔质量：321.332 g/mol）可以指：
- (Z)-1-苯基-2-(邻苯二甲酰亚氨基甲基)环丙烷羧酸，CAS号：69160-56-1
- 蝙蝠葛波酚碱（西班牙语：Menisporfina），CAS号：83287-02-9

|  | 这个同类索引页列出了具有相同分子式的化学物（即同分異構體）条目。 除非您是有意链接至本页，否则应将相应条目的内部链接指向正确的条目。 |